# Bernardo Mota
Bernardo Gonçalves Pereira Mota (ur. 14 czerwca 1971 w Lizbonie) – portugalski tenisista, reprezentant w Pucharze Davisa, olimpijczyk.

## Kariera tenisowa
Jako zawodowy tenisista Mota występował w latach 1991–2005.
W grze podwójnej triumfował w jednym turnieju rangi ATP World Tour, w Porto podczas edycji z 1996 roku.
W latach 1991–2004 reprezentował Portugalię w Pucharze Davisa, rozgrywając łącznie 30 meczów, z których w 16 zwyciężył.
Bernardo Mota 3 razy startował podczas igrzysk olimpijskich, w Barcelonie (1992), Atlancie (1996) i Sydney (2000). W Barcelonie i Atlancie przegrywał w 1 rundzie debla partnerując Emanuelowi Couto, a w Sydney odpadł w 1 rundzie razem z Nunem Marquesem. Ponadto w Barcelonie zagrał w konkurencji gry pojedynczej ulegając w pierwszym meczu Goranowi Ivaniševiciowi.
W rankingu gry pojedynczej najwyżej był na 194. miejscu (31 marca 1997), a w klasyfikacji gry podwójnej na 96. pozycji (9 czerwca 1997).

### Finały w turniejach ATP World Tour
| Legenda                                      |
| -------------------------------------------- |
| Wielki Szlem                                 |
| Igrzyska olimpijskie                         |
| Tennis Masters Cup / ATP Finals              |
| ATP Masters Series / ATP Tour Masters 1000   |
| ATP International Series Gold / ATP Tour 500 |
| ATP International Series / ATP Tour 250      |

#### Gra podwójna (1–0)
| Końcowy wynik | Nr | Data            | Turniej | Nawierzchnia | Partner       | Przeciwnicy                 | Wynik finału  |
| ------------- | -- | --------------- | ------- | ------------ | ------------- | --------------------------- | ------------- |
| Zwycięzca     | 1. | 16 czerwca 1996 | Porto   | Ceglana      | Emanuel Couto | Joshua Eagle Andrew Florent | 4:6, 6:4, 6:4 |